# Teatro da Avenida
O Teatro da Avenida, mais conhecido por Teatro Avenida, foi uma sala de espectáculos, sito na Avenida da Liberdade da cidade de Lisboa, que funcionou no período de 11 de Fevereiro de 1888 a 13 de Dezembro de 1967, ano em foi completamente destruído por um incêndio.

## História
Foi mandado construir por Miguel Ângelo Lambertini e inaugurado a 11 de Fevereiro de 1888.
Desde que em dezembro de 1964 um incêndio destruíra o Teatro D. Maria II, o Teatro Avenida foi a casa da Companhia do Teatro Nacional, de Amélia Rey Colaço. 
No dia 13 de dezembro de 1967 foi consumido pelas chamas, num incêndio provocado por um curto-circuito. Este começou às 21h, antes da entrada do público para a peça "Feliz aniversário", então em cena.

## Peças
| Ano  | Peça                                                                               | Encenação | Elenco                                                     |
| ---- | ---------------------------------------------------------------------------------- | --------- | ---------------------------------------------------------- |
| 1888 | De Herodes para Pilatos, de Guilherme Celestino                                    |           |                                                            |
| 1888 | O Tio Torquato                                                                     |           | Laura Godinho                                              |
| 1902 | A Aranha, escrita por D. João da Câmara, Júlio Dantas e Henrique Lopes de Mendonça |           | Acácia Reis                                                |
| 1902 | Céu Azul, de Luís Galhardo, Pereira Coelho e Gustavo de Matos Sequeira             |           | Acácia Reis                                                |
| 1902 | Tição Negro, de Augusto Machado                                                    |           |                                                            |
| 1918 | A Casta Susana                                                                     |           | Luísa Satanela, Palmira Bastos, José Ricardo, Almeida Cruz |
| 1933 | O Noivo das Caldas, de João Bastos                                                 |           |                                                            |
| 1954 | Viva o Homem                                                                       |           | Camilo de Oliveira, Maria Candal                           |
| 1956 | Joana d'Arc                                                                        |           | Eunice Muñoz                                               |
| 1963 | O Milagre de Ann Sullivan                                                          |           | Eunice Muñoz, Guida Maria                                  |
| 1966 | Árvores Morrem de Pé                                                               |           | Palmira Bastos                                             |
| 1967 | Equilíbrio Instável de Albee                                                       |           |                                                            |
| 1967 | Feliz Aniversário de Harold Pinter                                                 |           | Josefina Silva, Pedro Lemos, Baptista Fernandes            |